# 俄羅斯國防工業

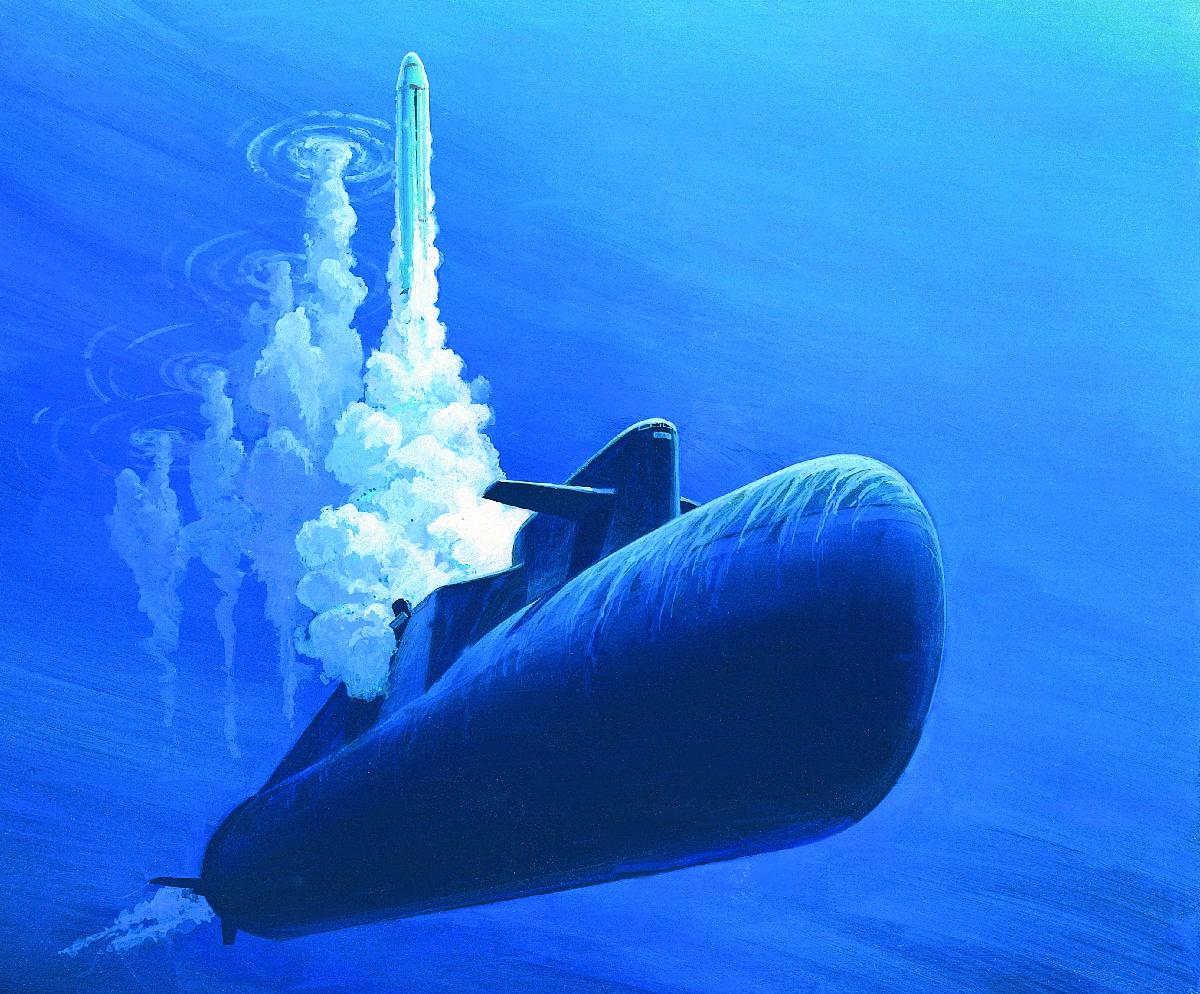
德尔塔潛艇發射核導彈想像圖

國防工業對俄羅斯至關重要，其國內經濟相當仰賴軍需工業，更在世界軍火貿易市場扮演重要的角色。俄羅斯是世界上第二大的軍火出口國，僅次於美國。其2016年軍工業出口總額為64.32億美元，佔全世界軍火貿易的五分之一以上。
國防工業從蘇聯時代便一直是重點發展項目，蘇聯解體後俄羅斯繼承了原蘇聯擁有的900萬名工人，分布於研究、設計與製造等不同類別的1125-1500間工廠中。1997年時有超過1700家工廠，但因為人才外流至歐美國家的關係，剩下的員工大約只有250萬人。2009年時，俄羅斯國防工業領域大約有250-300萬名員工，佔所有製造生產業的20%。

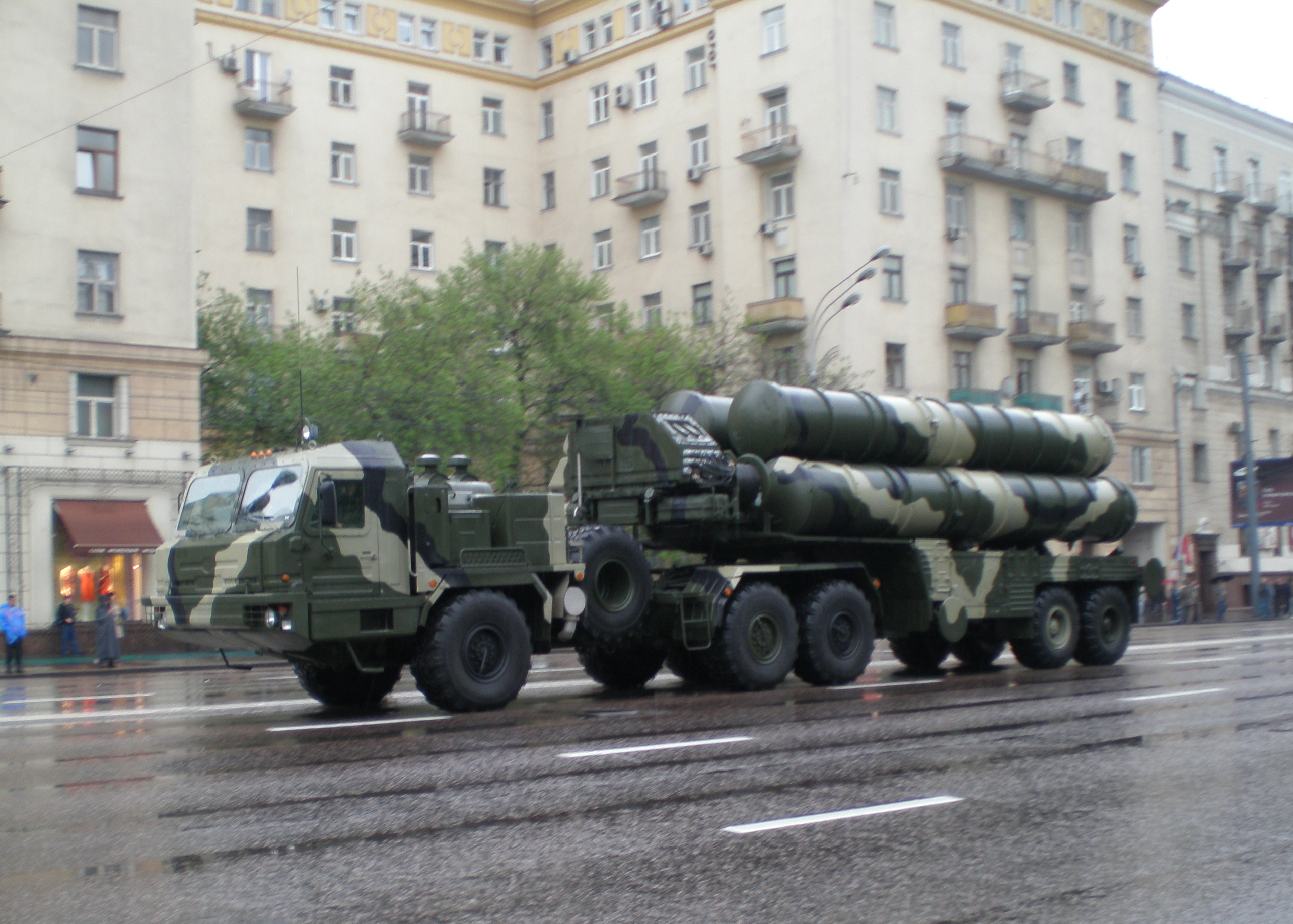
S-400防空導彈外銷多國，牽制了美軍空中打擊別國的優勢，翹動世界局勢。

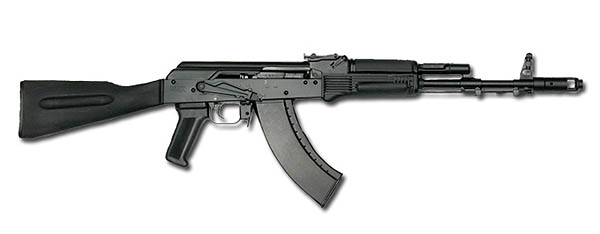
AK系列步槍行銷全球

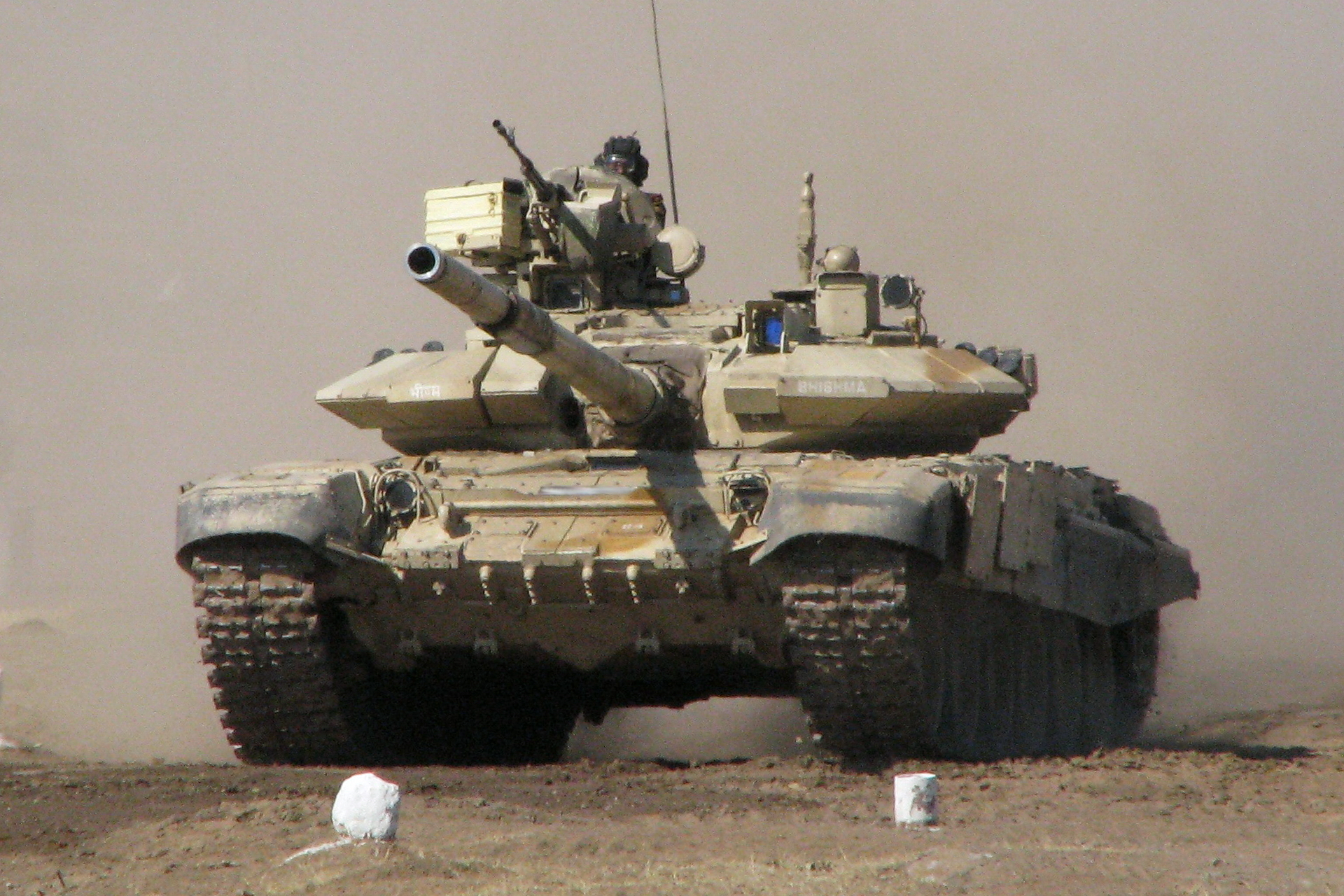
印度採購的俄系坦克，俄系坦克以便宜耐用著稱，維護費低廣受開發中國家歡迎。

## 歷史發展
1915年7月，俄國召開第一次軍事工業委員會代表大會，討論內容包括為軍隊制定且分配軍工業原料、訂定其價格。同年八月正式立法。中央軍事工業委員會於彼德格勒成立，各地則設立超過200個地方性軍事工業委員會，管理各地不同部門的生產與計畫執行。
1930年代以後，各地軍備生產與政令執行逐漸步上軌道，能向紅軍供應算是相對進步、現代化的武器與軍備。這些武器在日後「德蘇戰爭」中起到關鍵作用。如列寧格勒圍城戰時研發出的PPS衝鋒槍就是出於列寧格勒兵工廠的工程師之手。隨著戰爭越演越烈，國防工業佔蘇聯產業比重越來越高。1940年，全國約有120萬名工人受雇於國防相關產業，這個數字是1929年的十倍，武器生產量和1929年相比也成長了至少20至30倍。
儘管戰爭破壞了不少生產設施也減少了勞動人口，戰後國防工業的復員相當成功。負責軍事工業的機構進行改組，有了戰時生產的經驗，工人們的產能提升，迅速恢復承平時期該有的水準。1950年，由平民生產的五個軍工部門產品佔了總產值的一半，這個數字在1945年只有15%。
面臨冷戰與其後的軍備競賽，國防工業更加蓬勃發展。至1970年代，蘇聯甚至超越美國，成為世界最大的軍火出口國。80年代末期，國防與軍需工業產值佔國內生產總值的25%以上，由國家推動或資助的科學研究、實驗有超過75%都和軍事工業綜合體有關，軍事開支也大幅增長。戈巴契夫曾於1990年宣稱，蘇聯軍事開支佔國民生產總額的20%以上（實際一般估計上約為10%左右）。
1991年底蘇聯解體後，俄羅斯繼承了約70%的國防工業企業，80%的研製生產能力，85%的軍工生產設備和90%的科技潛力，幾乎所有大型常規武器裝備及核生化武器生產設備都在俄羅斯。然而，俄羅斯經濟遭受嚴重打擊，軍工業的發展也不例外。在蘇聯解體後的五年內，因為經濟衰退、研發與製造經費銳減，軍工相關產業的產量重挫將近80%，軍工產品項目的產量則下降87.8%，減少將近九成。俄羅斯政府推動的私有化政策對國防產業幫助不大，西方資本並未如預期般流入國防產業，反而導致許多工廠倒閉。為改善困境，俄羅斯政府只好四處兜售高科技武器，如出售Su-27戰鬥機給中國等。
進入21世紀俄國普京上台，大力整頓俄羅斯製造業，並利用出售石油的錢投入購買與研發，國防工業又重回重要展項目行列。政府編列預算，重新整合管理體制（如航空航天局、常規武器局、造船局、彈藥局和指揮系統局），並更換蘇聯時期的裝備，積極尋求國際市場。除了印度與中國等固定客戶之外，第三世界與反美國家如敘利亞、伊朗、委內瑞拉、亞塞拜然與埃及等都是其往來對象，東南亞（如越南）與近東地區也是其拓展目標。
目前俄羅斯仍高度仰賴國防工業。政府積極培植、投入資源，將大型國有企業、私營企業與其他軍事/民間產品生產商、科學研究、試驗機構、武裝力量和國家管理機關訂貨機關整合成一個強大的國防工業集合體。近十年（2006-2016）平均每年出口70億美金左右的軍火，主要貿易夥伴有印度、越南、中國與中亞、中東國家。
表一、2006-2016俄羅斯國防工業出口金額
| 年份     | 2006 | 2007 | 2008 | 2009  | 2010  | 2011 | 2012  | 2013 | 2014 | 2015 | 2016 | 2017 | 2018 |
| -------- | ---- | ---- | ---- | ----- | ----- | ---- | ----- | ---- | ---- | ---- | ---- | ---- | ---- |
| 出口金額 | 6.46 | 7.55 | 8.35 | 8.965 | 10.37 | 13.2 | 15.13 | 15.7 | 15.5 | 14.5 | 15   | 15   | 19   |

單位：十億美元(當期價格)  資料來源：（页面存档备份，存于） 
（页面存档备份，存于）

## 競爭優勢
作為世界軍火出口大國，俄羅斯國防工業自然有其過人之處。
迫擊砲哲學
迫擊砲是一種相對簡單的武器，組裝容易、零件不易損壞，操作簡單易上手，也不需要太多保養維護。雖然射擊準確度不如其他武器，但以強大火力彌補精確性不足的缺陷。俄製武器的研發便是遵守此一「迫擊砲哲學」，以簡便和威力作為設計要點。舉例而言，20世紀90年代推出的Kh-31系列空對艦飛彈，雖然看起來很笨重，且僅能由Su-30MKK這類的重型戰鬥機攜帶，但它在抗衡美國的愛國者飛彈和神盾戰鬥系統時效果相當卓越，縱使對方緊急關閉雷達也能準確命中。該導彈的打擊目標範圍儘管較窄，不過功能性強、特點相當突出，對於許多有急迫需求的第三世界國家，這類武器便很有吸引力。
造價低廉
俄製武器不只簡單好用，價格也相當低廉。這不只要歸功於俄國龐大的軍工業綜合體讓生產具備聚集經濟優勢，俄羅斯工人的薪資水平也遠低於其他先進武器出口國。此外，得天獨厚的豐富天然資源更降低了生產成本。例如常被拿來比較的蘇製AK-47與美製M-16相比，一把AK-47的平均價格約200美金（因購買地區、數量會有所差異），而M16突擊步槍大概比AK-47貴上一到三倍。若比較高科技武器，則差異更為明顯。拿美俄間的主力戰機進行比較，俄國Su-30戰鬥機的造價約為3500萬美元，美國F-15鷹式戰鬥機在1987年的造價就已經高達3910萬美元。若比較雙方頂尖機種，美國的F-22猛禽戰鬥機造價為1.5億美金，俄羅斯生產，同屬第五代戰鬥機的Su-57戰鬥機則造價1.3億美金。
軍事人才

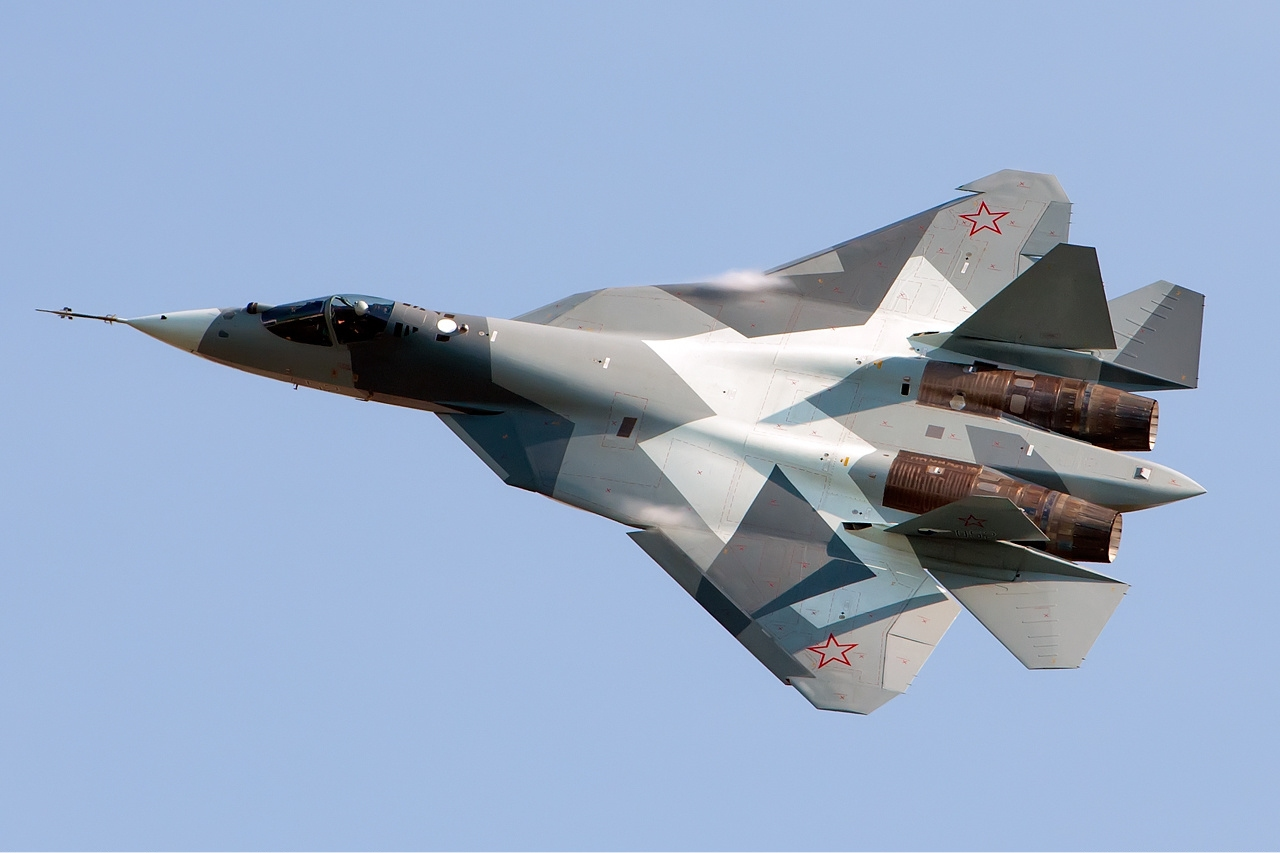
2011年莫斯科國際航空航天展覽會中的T-50（Su-57）原型機

俄羅斯擁有過去蘇聯留下的雄厚軍事技術與基礎。儘管蘇聯解體後因經濟轉型帶來的衝擊陷入不小困境，但俄國高等教育人才的逐漸成熟補上了這個缺口，每年能培育出約20萬名物理、數學、電腦科學等相關科系的畢業生，成為國防工業發展的後盾。這樣的技術優勢也讓不少國家（如中國、印度、阿拉伯國家等）願意投資俄國研究機構或共同研發新式武器。不僅能使國防工業得到更多資金，也能保留研發的成果，對俄羅斯國防工業可說是一大利多。
政府政策
普京上任後，他採取了一系列強化國防工業的措施。他將原本部分私有化、沒有目標且資金缺乏的國防工業再次交由國家管控。當時最大的困難是俄羅斯難以提供如蘇聯時期鉅額的預算支出、管理效率低落與客戶延遲付款所造成的巨大財政缺口，讓整個產業面臨破產。為改善現況，他提出聯邦目標計畫（FOP），被視為是以前數個五年計畫的延伸。他於2005年簽署關於俄羅斯與外國進行軍事和技術合作的相關法令，讓聯邦軍事及技術合作委員會能不經招標，而是由集體同意的方式決定合作企業。另外，他通過多個武器裝備計畫，以政府領導、規劃武器的開發、採購與製造重點。
在第一期（2002-2006）計畫中，他著重於藉由改革軍隊，建立國防工業的新形象，進而維持生產水平，向國內外銷售有競爭力的高科技軍用與民生綜合產品。其他的目標包括多樣化生產、進行工人的再培訓以確保人才素質、發展必要的法律規範以及藉由國家控制、集中生產來達成
訂定的目標。
接著，軍事工業委員會再於2007年6月通過2007-2015年的國家發展計畫，將主要成本（63%）用於添購新型裝備與武器。這是因為過去的計畫過度著重於出口軍械，反而忽略國內軍隊的裝備所致。舉例來說，2004年俄羅斯共出口300輛坦克車至印度，但俄羅斯軍隊僅收到30輛。
2015年1月20日，普京簽署關於軍備總設計師的新法令，其內容為精簡軍事硬體設計師人數、增加他們的任務和重要性，並致力於發展具重要戰略意義之武器系統。另外，他宣布俄羅斯將最遲在2021年將所有外國進口部件更換為國產防禦部署。2018年將完成約90%。

## 出口情況
貿易夥伴
俄羅斯的軍火貿易夥伴遍布全球，主要位於中亞、阿拉伯、非洲與東南亞。大宗客戶有印度、中國、阿爾及利亞、越南、亞塞拜然等。國防工業的出口在2011/12年達到高峰，2014年克里米亞危機發生後，受到美國為首的西方國家制裁，導致銷售總金額下降。

表二、2011-2016俄羅斯對外軍售趨勢指標值
| 年份             | 2011 | 2012 | 2013 | 2014 | 2015 | 2016 |
| ---------------- | ---- | ---- | ---- | ---- | ---- | ---- |
| 阿富汗           | 77   | 81   | 81   | 203  | -    | -    |
| 阿爾及利亞       | 981  | 795  | 246  | 118  | 502  | 1548 |
| 安哥拉           | -    | -    | -    | -    | 27   | 39   |
| 亞美尼亞         | 2    | -    | 16   | -    | -    | 79   |
| 亞塞拜然         | 477  | 256  | 319  | 559  | 207  | -    |
| 孟加拉           | 28   | 20   | 50   | -    | 79   | 124  |
| 白俄羅斯         | 75   | 75   | 75   | 60   | 87   | 178  |
| 巴西             | 18   | 36   | -    | 35   | 6    | 5    |
| 喀麥隆           | -    | -    | 7    | 27   | -    | 11   |
| 中國             | 811  | 741  | 803  | 713  | 758  | 643  |
| 賽普勒斯         | 22   | 6    | -    | -    | -    | -    |
| 埃及             | 416  | 68   | 27   | 75   | 6    | 37   |
| 迦納             | -    | -    | 41   | -    | -    | -    |
| 印度             | 2553 | 3873 | 3647 | 1570 | 1776 | 1590 |
| 印尼             | 59   | 21   | 351  | 54   | -    | -    |
| 伊朗             | 33   | 15   | 22   | 4    | 4    | 374  |
| 伊拉克           | 81   | -    | 51   | 301  | 420  | 300  |
| 約旦             | 40   | 44   | -    | -    | -    | -    |
| 哈薩克           | 45   | 75   | 54   | 28   | 412  | 176  |
| 科威特           | 65   | -    | -    | 48   | -    | 113  |
| 利比亞           | -    | -    | 46   | -    | -    | -    |
| 墨西哥           | -    | 20   | -    | -    | -    | -    |
| 蒙古             | 3    | 79   | -    | -    | 74   | -    |
| 緬甸             | 380  | 144  | 55   | 28   | 12   | -    |
| 尼加拉瓜         | -    | -    | -    | 13   | 15   | 86   |
| 奈及利亞         | -    | -    | -    | 58   | 87   | 23   |
| 巴基斯坦         | 24   | 25   | 24   | 25   | 35   | 41   |
| 祕魯             | 59   | -    | -    | 54   | 88   | 20   |
| 盧安達           | -    | -    | -    | 14   | 27   | -    |
| 南非             | -    | -    | -    | 50   | -    | -    |
| 南蘇丹           | 61   | -    | -    | -    | 18   | 4    |
| 蘇丹             | 73   | 46   | -    | -    | 51   | 51   |
| 敘利亞           | 282  | 351  | 351  | -    | -    | -    |
| 泰國             | 20   | -    | -    | -    | 14   | -    |
| 土庫曼           | 135  | 56   | 13   | 17   | 50   | 36   |
| 阿拉伯聯合大公國 | 90   | 90   | 90   | -    | -    | -    |
| 烏干達           | 442  | 154  | 20   | -    | -    | -    |
| 烏克蘭（叛軍）   | -    | -    | -    | 24   | -    | -    |
| 美國             | -    | 16   | -    | -    | -    | -    |
| 委內瑞拉         | 264  | 515  | 1041 | 79   | -    | -    |
| 越南             | 987  | 713  | 313  | 983  | 722  | 1039 |
| 合計             | 8658 | 8317 | 7779 | 5103 | 5554 | 6432 |

單位：百萬計次  資料來源：SIPRI Arms Transfers Database（页面存档备份，存于）
註：僅列出貿易額超過1000萬量值之國家，此單位表示軍事能力而非財務價值。
單位詳情請見：（页面存档备份，存于）
出口品項
出口產品則包括飛行器（戰鬥機、轟炸機、直升機等）、防空系統、武裝車輛、各式火炮、用於飛行器、船艦與車輛的引擎、飛彈與導彈、海軍用武器（槍枝等）、衛星、感應器與船舶。其中飛行器、飛彈與船艦造價最高。
舉2016年為例，當年度俄羅斯簽訂（或開始洽談）的武器合約有：售予印度464台T-90S戰車和200架Ka-226T Sergei輕型直升機、48架Mi-17（Mi-8MT）直升機與1艘971型核潛艇；印尼8架Su-35戰鬥機；伊拉克3架Su-25攻擊機；奈及利亞3具RD-33渦輪引擎（以上皆為簽約或洽談階段，實際交貨時間依各訂單而定）。

表三、2011-2016俄羅斯出口各武器類別之金額
| 年份     | 2011 | 2012 | 2013 | 2014 | 2015 | 2016 |
| -------- | ---- | ---- | ---- | ---- | ---- | ---- |
| 飛行器   | 4645 | 3127 | 2437 | 2235 | 2942 | 2905 |
| 防空系統 | 979  | 604  | 1079 | 264  | 402  | 462  |
| 武裝車輛 | 921  | 1185 | 476  | 553  | 443  | 924  |
| 火炮     | 48   | 52   | 73   | 39   | 12   | 4    |
| 引擎     | 249  | 372  | 506  | 544  | 415  | 411  |
| 飛彈     | 1094 | 1060 | 1230 | 645  | 689  | 729  |
| 海軍武器 | 30   | 37   | 34   | 51   | 44   | 41   |
| 衛星     | -    | -    | -    | 100  | -    | -    |
| 感應器   | 161  | 186  | 127  | 14   | 149  | 120  |
| 船艦     | 526  | 1689 | 1819 | 660  | 386  | 764  |
| 其他     | 6    | 6    | -    | -    | 72   | 72   |
| 合計     | 8658 | 8317 | 7779 | 5103 | 5554 | 6432 |

單位：百萬美元  資料來源：SIPRI Arms Transfers Database（页面存档备份，存于）

## 重要企業
在《美國國防新聞週刊》公布的2017全球百大國防工業中，俄羅斯有6家上榜，分別為金刚石-安泰（11）、聯合航空製造公司（14）、Tactical Missiles Corporation, JSC（32）、乌拉尔机车车辆厂（45）、Concern Radio-Electronic Technologies, JSC（50）、RTI（86），括號內為其排名。

### 金刚石-安泰
金刚石-安泰是一間俄羅斯國有武器製造公司，2002年因總統第412號命令成立，是由安泰和NPO金刚石兩間公司整併而成，總部位於莫斯科。業務內容主要為防空系統的開發，包括飛機與裝甲車用武器、地對地導彈、空域監視雷達等。Almaz-Antey同時也生產導航系統、空中交通系統、天氣雷達、通風閥與食品塑膠包裝等民生產品。2016年其國防相關產品收入為74.13億美金。

### 聯合航空製造公司
聯合航空製造公司為一公開股份公司（前蘇聯國家中一種特別的股份有限公司型態，特點為其股東可以在無其他股東的情況下任意出售其股權），主要股東為俄羅斯政府。本公司由多家航太相關公司（如蘇霍伊航空集團、俄羅斯米格航空器集團等）於2006年整合而來。蘇聯時代至今著名的米格戰鬥機與蘇愷戰鬥機型皆是出於此集團之手。其2016年國防相關產品收入為56.37億美金，約佔集團總收入的80%。

### 战术导弹集团
战术导弹集团是一間總部位於莫斯科州北部科羅廖夫市的軍事戰術導彈製造商。和金刚石-安泰相同，因為總統命令於2002年成立（前身為飛彈製造商Zvezda-Strela），並曾在2004和2007年兩度擴張。編號Kh-系列的飛彈就是由本公司所生產。2016年國防相關產品收入為28.66億美金，共佔集團98%的收入。

### 乌拉尔机车车辆厂
乌拉尔机车车辆厂歷史相當悠久，位於斯維爾德洛夫斯克州的下塔吉爾，成立於1936年。以全俄肅反委員會（蘇聯國家安全委員會前身）創始人捷爾任斯基命名。最初負責鐵路貨車車廂的生產，苏德战争時則負責大量生產T-34型戰車。2006年初進行了私有化，2016年底整合併入負責開發軍民兩用高科技產品的俄羅斯國家技術集團Rostec。目前以火炮、坦克、鐵路相關商品為生產大宗。其2016年國防相關產品收入為15.84億美金，約佔集團總收入的71%。

### CRET
联合体无线电电子技术和烏拉爾車輛製造廠同屬俄羅斯國家技術集團Rostec，負責開發和製造軍事規格的無線電子相關設備、航空無線電與民生產品。2016年國防相關產品收入約為13.66億美金，佔集團收入的65%。

### RTI
RTI是Radio Technical and Information的簡稱，它是俄羅斯最大的國防承包商之一，主要客戶是俄國國防部，負責製造項目有長視距雷達、信息工具、火箭技術、綜合通訊與安全系統。RTI也出現在美國國務院2017年新一輪的制裁名單中。2016年國防相關產品收入約為5.66億美金，佔集團收入的75%。

### 俄羅斯直升機公司
俄羅斯直升機公司在2016年評比中名列世界第25大國防相關廠商，僅次於金刚石-安泰和聯合航空製造公司。該公司總部位於莫斯科，主要業務為設計與生產民用和軍用直升機。2015年國防相關產品收入約為31.94億美金，佔集團收入的88%，因為並未提供2016年數據，因此未被列入2017年度排名。